# Brooke Ballentyne
Brooke Ballentyne (Charlotte, Carolina del Norte; 13 de julio de 1982) es una ex actriz pornográfica.

## Biografía
Ballentyne creció en una familia restrictiva y religiosa en Carolina del Norte. No se le permitía salir con amigos o tener una vida social. Según su testimonio, tuvo sexo anal a los 17 años con la intención de mantener su virginidad y luego tuvo sexo vaginal a los 18.
Brooke se inició en la industria porno filmando en la web en Carolina del Norte y luego viajó a Los Ángeles para filmar películas para adultos.
Según cuenta en su página de MySpace, fue "salvada" el 30 de marzo de 2008 y desde entonces dejó de filmar.

## Premios
- 2004 Premios AVN Ganadora – Mejor Actriz de Reparto (Rawhide)[4]
- 2004 Premios AVN Ganadora – Mejor Escena de Sexo en Solitario (Screaming Orgasms)[4]